# Zerene cesonia
Zerene cesonia (лат.) — бабочка из семейства белянок (Pieridae). Обитает в Северной и Южной Америке. До недавнего времени этот вид иногда относили к близкому роду Colias, а не к роду Zerene. Её отличительной чертой является узор на передних крыльях в виде «собачего профиля», который напоминает силуэт шнауцера или голову пуделя. Относятся к мигрирующим бабочкам.

## Таксономия
Вид был впервые описан в 1790 году натуралистом и энтомологом Каспаром Штолем под названием Zerene cesonia. Z. cesonia также известна как «южная собачья морда» (англ. Southern dogface). В составе рода Zerene существует только два вида: помимо Z. cesonia, в него входит Zerene eurydice («калифорнийская собачья морда», California dogface butterfly).

## Описание

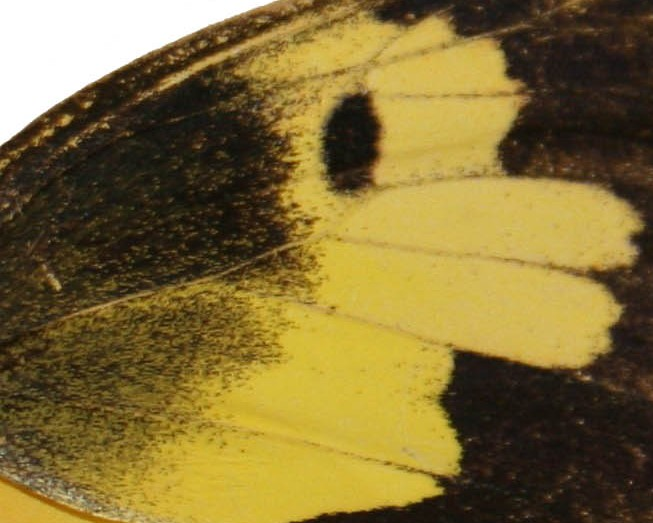
Узор в виде морды собаки

Размах крыльев 5,4—7,6 см. На верхней стороне передних крыльев у обоих полов имеется рисунок в виде жёлтой «собачьей морды», окруженной чёрным. Этот узор сравним с силуэтом шнауцера или головой пуделя. Крылья преимущественно жёлтые с чёрной каймой. Нижняя сторона крыльев в основном жёлтая с чёрным глазчатым пятном на переднем крыле и двумя белыми на заднем. Кончик переднего крыла слегка серповидный, заострённый и изогнутый наружу.
Самка похожа, но с более тусклыми и размытыми чёрными узорами и двумя сезонными формами: нижняя сторона заднего крыла в «летней» форме влажного сезона жёлтая; в «зимней» форме сухого сезона она пятнистая с чёрным и розовым.

## Распространение
Zerene cesonia встречается в Северной Америке, в основном в южной части США к северу от южного Техаса и полуострова Флорида. В период миграции образует временные колонии, продвигаясь на север — на территории от южной и центральной Калифорнии на северо-восток до района Великих озёр и восточных штатов США. Изредка мигрирует в южные части провинций Канады. Также включается в Южной Америке, начиная с северной Аргентины и простираясь на север (в том числе в Перу, Боливии) через Центральную Америку и Мексику.

## Местообитание
Сухие открытые пространства, такие как холмы с коротким травяным покровом, рощи кустарникового дуба, редколесья, пересохшие русла рек, обочины дорог.

## Биология
Взрослые особи питаются нектаром из цветов, включая люцерну, кореопсис, хоустонию и вербену. Z. cesonia в южных штатах США имеет в году три периода миграции: с мая по июнь, с июля по август и с сентября по апрель. Особи, образующие колонии на севере, образуют лишь одно поколение в год или вовсе не размножаются. Zerene cesonia отличаются быстрым и стремительным полётом. Самцы патрулируют открытые участки в поисках самок. Самцы могут садиться на хризалиды (куколки), в которых находятся самки бабочек, и ждать их появления для размножения. Яйца откладываются на нижней стороне конечных листьев растений. Взрослые особи зимуют в состоянии репродуктивного покоя (диапаузы) и могут прожить так несколько месяцев.
Подобно многим желтушкам, для бабочек Z. cesonia характерен сезонный полиморфизм, проявляющийся в различиях во внешнем виде и образе жизни. Летние поколения имеют ярко-жёлтые передние крылья и дают несколько поколений. Зимние поколения окрашены в розовато-красные оттенки с варьирующейся насыщенностью.
Гусеница встречается с двумя типами окраса: зелёная с белой линией, украшенной оранжевыми пятнами по бокам, или зелёная с жёлтыми и чёрными поперечными полосами от головы до хвоста. При этом голова гусеницы всегда зелёная. Хризалида зелёная, с лёгким заострением на голове. Сильно напоминает лист, пока не наступает время выхода из куколки, когда становятся явно видны узор в виде морды собаки и жёлтые крылья.
Кормовыми растениями гусениц выступают мелколистные растения семейства бобовых, включая люцерну посевную, виды рода Dalea и клевера.

## Подвиды
Выделяют восемь подвидов Z. cesonia:
- Zerene cesonia cynops (A. Butler, 1873), эндемик острова Гаити;
- Zerene cesonia cesonia (Stoll, 1790), встречается на территории от южных США, откуда мигрирует далеко на север, до Колумбии и Кубы;
- Zerene cesonia patiensis (Constantino, G. Rodríguez & Salazar, 2004), типовая локализация — Колумбия;
- Zerene cesonia boyacensis (Le Crom, Winhard & Torres, 2004), типовая локализация — Колумбия;
- Zerene cesonia inca (Tessmann, 1928), типовая локализация — Перу;
- Zerene cesonia limonella (Lamas, 1981), типовая локализация — Перу;
- Zerene cesonia therapis (C. Felder & R. Felder, 1861), типовая локализация — Венесуэла;
- Zerene cesonia cesonides (Staudinger, 1894), типовая локализация — Боливия.

## Охранный статус
Американская организация NatureServe рассматривает вид в охранном статусе на всём протяжении ареала. Угрозы для вида Z. cesonia включают «потепление и изменение количества осадков в результате изменения климата на западе США, а также утрата среды обитания в результате застройки и сельского хозяйства на западе, а также исчезновение прерий в центральной части страны». Z. cesonia также подвергается локальным угрозам из-за выпаса скота. В октябре 2023 года NatureServe присвоила виду глобальный статус G5, означающий «безопасный». Причины, по которым Z. cesonia присвоен этот статус, заключаются в том, что «несмотря на отдельные региональные угрозы и локальные сокращения численности, этот вид имеет широкий ареал и большое количество зарегистрированных наблюдений, а его присутствие в последние годы стабильно фиксируется по всему ареалу».
МСОП в апреле 2020 года присвоил виду статус «вызывающего наименьшие опасения». В обосновании решения отмечается, что численность популяции и тенденции её изменения для Z. cesonia пока не установлены и необходимы дополнительные исследования. При этом вид отличается широким распространением и отсутствием существенных угроз.